# Kazarka obrożna
Kazarka obrożna (Tadorna tadornoides) – gatunek dużego ptaka z rodziny kaczkowatych (Anatidae), występującego w Australii, na Tasmanii, rzadziej spotykanego w Nowej Zelandii. Nie jest zagrożony wyginięciem. Nie wyróżnia się podgatunków.

## Występowanie
Południowo-zachodnia część Australii Zachodniej, Wiktoria, położone na zachód od Wielkich Gór Wododziałowych ziemie Queenslandu, południowo-wschodnie skraje Terytorium Północnego, północno-wschodnie tereny Australii Południowej, większa część Nowej Południowej Walii, okolice miasta Adelaide, Wyspa Kangura i Tasmania bez zachodniej części wyspy. Zimą wędrują trochę na północ od miejsca, w którym gniazdowały (nie wylatując z Australii).
Od lat 70. XX wieku kazarki obrożne spotyka się także na obu wyspach Nowej Zelandii. Odnotowano pojawienie się pojedynczych osobników nawet na wyspach Kermadec, wyspach Chatham, Snares, Auckland oraz na Wyspie Campbella. Spotkano ten gatunek nawet na wyspie Norfolk w latach 80. XX wieku.

## Morfologia

### Wymiary
- długość ciała: 56–72 cm[2][8]
- rozpiętość skrzydeł: 94–132 cm[2]
- masa ciała: 878–1980 g[2]

Samica jest nieco mniejsza od samca.

### Wygląd
U samca głowa i górna część szyi czarne z zielonym metalicznym połyskiem. Pierś oraz dolna część szyi barwy czerwonocynamonowej, oddzielone od górnej części szyi białą obręczą. Wierzch ciała czarny z jaśniejszym smugowaniem, spód ciała całkiem czarny. W okolicy przedramienia biała plama na skrzydle. Lusterko czarnozielone. Ogon czarny, połyskujący na zielono. Dziób i nogi ciemnoszare, prawie czarne. Oczy brązowe.
Samica w nieco mniej kontrastowych barwach. Można ją odróżnić od samca po białym pierścieniu wokół oka oraz białej plamie wokół nasady dzioba.
U obu płci spód skrzydeł – ukazujący się podczas lotu – barwy białej.

## Ekologia
SiedliskoZasiedlają słodkowodne i lekko słone, płytkie jeziora, laguny, a także lekko zadrzewione bagna. W zimie wolą większe jeziora, zimują także w ujściach rzek i na wybrzeżach.
Lęgi i zachowanieGniazduje w dziuplach, na ziemi – wśród skał bądź roślin, ewentualnie w norach. Samica znosi 5–14 jaj, które wysiaduje 30–33 dni. Młode są wodzone przez rodziców przez 50–70 dni. Dojrzewają między 2 a 3 rokiem życia. Tworzą trwałe pary, czasem (ale rzadko) zdarza się, że zmieniają partnerów. Podczas pierzenia są bardzo towarzyskie.
PożywienieŻeruje na lądzie i w płytkiej wodzie, rano i wieczorem. Żywi się turzycami, glonami oraz wyższymi roślinami wodnymi. Jedzą także drobne bezkręgowce: owady, mięczaki i skorupiaki, oraz małe rybki.

## Status
Międzynarodowa Unia Ochrony Przyrody (IUCN) uznaje kazarkę obrożną za gatunek najmniejszej troski (LC, Least Concern) nieprzerwanie od 1988 roku. Trend liczebności populacji oceniany jest jako wzrostowy.